# Move On (película)
Move On (conocida en Alemania como Move On: The Road Movie Inspired by You) es una película de acción, drama y suspenso de 2012, dirigida por Asger Leth, escrita por Matt Greenhalgh, musicalizada por Lars Löhn, en la fotografía estuvo Philippe Kress y los protagonistas son Mads Mikkelsen, Gabriela Marcinková y Karl Fischer, entre otros. El filme fue realizado por FilmTeam, Jo!Schmid Filmproduktion y MP Film, se estrenó el 5 de noviembre de 2012.

## Sinopsis
Un viaje por ruta inusitado que arranca en los Países Bajos, adquiere una sucesión de giros impensados por Alemania y Europa del Este.